# Чемпіонат Європи з футболу 2020 (кваліфікаційний раунд, група J)
Жеребкування кваліфікаційного раунду Євро-2020 відбулося 2 грудня 2018 року в Дубліні. До групи J потрапили збірні Італії, Фінляндії, Вірменії, Греції, Боснії і Герцеговини і Ліхтейнштейну.

## Таблиця
| Поз | Команда              | І  | В  | Н | П | ГЗ | ГП | РГ  | О  | Кваліфікація                       |     | Італія | Фінляндія | Греція | Боснія і Герцеговина | Вірменія | Ліхтенштейн |
| --- | -------------------- | -- | -- | - | - | -- | -- | --- | -- | ---------------------------------- | --- | ------ | --------- | ------ | -------------------- | -------- | ----------- |
| 1   | Італія               | 10 | 10 | 0 | 0 | 37 | 4  | +33 | 30 | Кваліфікація до фінального турніру |     | —      | 2:0       | 2:0    | 2:1                  | 9:1      | 6:0         |
| 2   | Фінляндія            | 10 | 6  | 0 | 4 | 16 | 10 | +6  | 18 | Кваліфікація до фінального турніру |     | 1:2    | —         | 1:0    | 2:0                  | 3:0      | 3:0         |
| 3   | Греція               | 10 | 4  | 2 | 4 | 12 | 14 | −2  | 14 |                                    |     | 0:3    | 2:1       | —      | 2:1                  | 2:3      | 1:1         |
| 4   | Боснія і Герцеговина | 10 | 4  | 1 | 5 | 20 | 17 | +3  | 13 |                                    | 0:3 | 4:1    | 2:2       | —      | 2:1                  | 5:0      |             |
| 5   | Вірменія             | 10 | 3  | 1 | 6 | 14 | 25 | −11 | 10 |                                    | 1:3 | 0:2    | 0:1       | 4:2    | —                    | 3:0      |             |
| 6   | Ліхтенштейн          | 10 | 0  | 2 | 8 | 2  | 31 | −29 | 2  |                                    | 0:5 | 0:2    | 0:2       | 0:3    | 1:1                  | —        |             |

## Матчі
Час вказано за CET/CEST, відповідно до правил УЄФА.
| 23 березня 2019 20:45 |

| Боснія і Герцеговина     | 2–1      | Вірменія              |
| ------------------------ | -------- | --------------------- |
| Крунич 33' Милошевич 80' | Протокол | Мхітарян 90+3' (пен.) |

| Грбавиця, Сараєво Глядачів: 10,000 Арбітр: Якоб Кехлет |

| 23 березня 2019 20:45 |

| Італія             | 2–0      | Фінляндія |
| ------------------ | -------- | --------- |
| Барелла 7' Кен 74' | Протокол |           |

| Стадіо Фріулі, Удіне Глядачів: 24,000 Арбітр: Орел Грінфельд |

| 23 березня 2019 20:45 |

| Ліхтенштейн | 0–2      | Греція                   |
| ----------- | -------- | ------------------------ |
|             | Протокол | Фортуніс 45+1' Доніс 80' |

| Райнпарк, Вадуц Глядачів: 2,711 Арбітр: Александре Боукаут |

| 26 березня 2019 18:00 (21:00 (UTC+4)) |

| Вірменія | 0–2      | Фінляндія           |
| -------- | -------- | ------------------- |
|          | Протокол | Єнсен 14' Сойрі 78' |

| ім. Вазгена Саркісяна, Єреван Глядачів: 12,900 Арбітр: Никола Дабанович |

| 26 березня 2019 20:45 |

| Боснія і Герцеговина | 2–2      | Греція                          |
| -------------------- | -------- | ------------------------------- |
| Вишча 10' П'янич 15' | Протокол | Фортуніс 64' (пен.) Коловос 85' |

| Білино Поле, Зениця Глядачів: 10,500 Арбітр: Данні Маккелі |

| 26 березня 2019 20:45 |

| Італія                                                                            | 6–0      | Ліхтенштейн |
| --------------------------------------------------------------------------------- | -------- | ----------- |
| Сенсі 17' Верратті 32' Квальярелла 35' (пен.), 45+3' (пен.) Кен 69' Паволетті 76' | Протокол |             |

| Енніо Тардіні, Парма Глядачів: 19,834 Арбітр: Кирило Левников |

| 8 червня 2019 18:00 (20:00 (UTC+4)) |

| Вірменія                                | 3–0      | Ліхтенштейн |
| --------------------------------------- | -------- | ----------- |
| Казарян 2' Карапетян 18' Барсегян 90+1' | Протокол |             |

| ім. Вазгена Саркісяна, Єреван Арбітр: Нікола Попов |

| 8 червня 2019 18:00 (19:00 (UTC+3)) |

| Фінляндія      | 2–0      | Боснія і Герцеговина |
| -------------- | -------- | -------------------- |
| Пуккі 56', 68' | Протокол |                      |

| Тампере, Тампере Глядачів: 16,103 Арбітр: Даніель Стефаньський |

| 8 червня 2019 20:45 (21:45 (UTC+3)) |

| Греція | 0–3      | Італія                              |
| ------ | -------- | ----------------------------------- |
|        | Протокол | Барелла 23' Інсіньє 30' Бонуччі 33' |

| Олімпійський стадіон, Афіни Арбітр: Ентоні Тейлор |

| 11 червня 2019 20:45 (21:45 (UTC+3)) |

| Греція                | 2–3      | Вірменія                              |
| --------------------- | -------- | ------------------------------------- |
| Зека 54' Фортуніс 87' | Протокол | Карапетян 8' Казарян 33' Барсегян 74' |

| Олімпійський стадіон, Афіни Арбітр: Крісто Тохвер |

| 11 червня 2019 20:45 |

| Італія                   | 2–1      | Боснія і Герцеговина |
| ------------------------ | -------- | -------------------- |
| Інсіньє 49' Верратті 86' | Протокол | Джеко 32'            |

| Ювентус Стедіум, Турин Арбітр: Хав'єр Естрада Фернандес |

| 11 червня 2019 20:45 |

| Ліхтенштейн | 0–2      | Фінляндія             |
| ----------- | -------- | --------------------- |
|             | Протокол | Пуккі 37' Кельман 57' |

| Райнпарк, Вадуц Арбітр: Єнс Маає |

| 5 вересня 2019 18:00 (20:00 (UTC+4)) |

| Вірменія        | 1–3      | Італія                                                   |
| --------------- | -------- | -------------------------------------------------------- |
| - Карапетян 11' | Протокол | - Белотті 28' - Лор. Пеллегріні 77' - Айрапетян 80' (аг) |

| ім. Вазгена Саркісяна, Єреван Глядачів: 13,680 Арбітр: Даніель Зіберт |

| 5 вересня 2019 20:45 |

| Боснія і Герцеговина                                     | 5–0      | Ліхтенштейн |
| -------------------------------------------------------- | -------- | ----------- |
| - Гояк 11', 89' - Малін 80' (аг) - Джеко 85' - Вишча 87' | Протокол |             |

| Билино Поле, Зениця Глядачів: 3,825 Арбітр: Гленн Нюберг |

| 5 вересня 2019 20:45 (21:45 (UTC+3)) |

| Фінляндія          | 1–0      | Греція |
| ------------------ | -------- | ------ |
| - Пуккі 52' (пен.) | Протокол |        |

| Тампере, Тампере Глядачів: 16,163 Арбітр: Хуан Мартінес Мунуера |

| 8 вересня 2019 15:00 (17:00 (UTC+4)) |

| Вірменія                                                | 4–2      | Боснія і Герцеговина   |
| ------------------------------------------------------- | -------- | ---------------------- |
| - Мхітарян 3', 66' - Амбарцумян 77' - Лончар 90+5' (аг) | Протокол | - Джеко 13' - Гояк 70' |

| ім. Вазгена Саркісяна, Єреван Глядачів: 12,457 Арбітр: Бенуа Бастьєн |

| 8 вересня 2019 20:45 (21:45 (UTC+3)) |

| Фінляндія          | 1–2      | Італія                                |
| ------------------ | -------- | ------------------------------------- |
| - Пуккі 72' (пен.) | Протокол | - Іммобіле 59' - Жоржіньйо 79' (пен.) |

| Тампере, Тампере Глядачів: 16,292 Арбітр: Боббі Медден |

| 8 вересня 2019 20:45 (21:45 (UTC+3)) |

| Греція        | 1–1      | Ліхтенштейн     |
| ------------- | -------- | --------------- |
| - Масурас 33' | Протокол | - Саланович 85' |

| Олімпійський стадіон, Афіни Глядачів: 3,445 Арбітр: Александер Гаркам |

| 12 жовтня 2019 18:00 |

| Боснія і Герцеговина                                 | 4–1      | Фінляндія        |
| ---------------------------------------------------- | -------- | ---------------- |
| - Хайрович 29' - П'янич 37' (пен.), 58' - Ходжич 73' | Протокол | - Пог'янпало 79' |

| Билино Поле, Зениця Глядачів: 8,193 Арбітр: Іван Кружляк |

| 12 жовтня 2019 20:45 |

| Італія                                   | 2–0      | Греція |
| ---------------------------------------- | -------- | ------ |
| - Жоржіньйо 63' (пен.) - Бернардескі 78' | Протокол |        |

| Олімпійський стадіон, Рим Глядачів: 56,274 Арбітр: Сергій Карасьов |

| 12 жовтня 2019 20:45 |

| Ліхтенштейн   | 1–1      | Вірменія       |
| ------------- | -------- | -------------- |
| - Я. Фрік 72' | Протокол | - Барсегян 19' |

| Райнпарк, Вадуц Глядачів: 2,285 Арбітр: Іштван Ковач |

| 15 жовтня 2019 18:00 (19:00 (UTC+3)) |

| Фінляндія                    | 3–0      | Вірменія |
| ---------------------------- | -------- | -------- |
| - Єнсен 31' - Пуккі 61', 88' | Протокол |          |

| Верітас, Турку Глядачів: 7,231 Арбітр: Хесус Хіль Мансано |

| 15 жовтня 2019 20:45 (21:45 (UTC+3)) |

| Греція                              | 2–1      | Боснія і Герцеговина |
| ----------------------------------- | -------- | -------------------- |
| - Павлідіс 30' - Ковачевич 88' (аг) | Протокол | - Гояк 35'           |

| Олімпійський стадіон, Афіни Глядачів: 4,512 Арбітр: Фелікс Цваєр |

| 15 жовтня 2019 20:45 |

| Ліхтенштейн | 0–5      | Італія                                                                   |
| ----------- | -------- | ------------------------------------------------------------------------ |
|             | Протокол | - Бернардескі 2' - Белотті 70', 90+2' - Романьйолі 77' - Ель-Шаараві 82' |

| Райнпарк, Вадуц Глядачів: 5,087 Арбітр: Андріс Трейманіс |

| 15 листопада 2019 18:00 (21:00 (UTC+4)) |

| Вірменія | 0–1      | Греція        |
| -------- | -------- | ------------- |
|          | Протокол | - Лімніос 35' |

| ім. Вазгена Саркісяна, Єреван Глядачів: 6,450 Арбітр: Павел Рачковський |

| 15 листопада 2019 18:00 (19:00 (UTC+2)) |

| Фінляндія                              | 3–0      | Ліхтенштейн |
| -------------------------------------- | -------- | ----------- |
| - Туомінен 21' - Пуккі 64' (пен.), 75' | Протокол |             |

| Телья 5G Арена, Гельсінкі Глядачів: 9,804 Арбітр: Бенуа Бастьєн |

| 15 листопада 2019 20:45 |

| Боснія і Герцеговина | 0–3      | Італія                                   |
| -------------------- | -------- | ---------------------------------------- |
|                      | Протокол | - Ачербі 21' - Інсіньє 37' - Белотті 52' |

| Билино Поле, Зениця Глядачів: 8,355 Арбітр: Сандро Шерер |

| 18 листопада 2019 20:45 (21:45 (UTC+2)) |

| Греція                           | 2–1      | Фінляндія   |
| -------------------------------- | -------- | ----------- |
| - Манталос 47' - Галанопулос 70' | Протокол | - Пуккі 27' |

| Олімпійський стадіон, Афіни Глядачів: 5,453 Арбітр: Олексій Єськов |

| 18 листопада 2019 20:45 |

| Італія | 9–1      | Вірменія     |
| --- | -------- | ------------ |
| - Іммобіле 8', 33' - Дзаніоло 9', 64' - Барелла 29' - Романьйолі 72' - Жоржіньйо 75' (пен.) - Орсоліні 78' - К'єза 81' | Протокол | - Бабаян 79' |

| Стадіо Ренцо Барбера, Палермо Глядачів: 27,752 Арбітр: Тьягу Мартінш |

| 18 листопада 2019 20:45 |

| Ліхтенштейн | 0–3      | Боснія і Герцеговина          |
| ----------- | -------- | ----------------------------- |
|             | Протокол | - Чивич 57' - Ходжич 64', 72' |

| Райнпарк, Вадуц Глядачів: 2,993 Арбітр: Халіс Озках'я |

## Бомбардири
10 голів
- Теему Пуккі

4 голи
- Амер Гояк
- Андреа Белотті

3 голи
- Тигран Барсегян
- Александр Карапетян
- Генріх Мхітарян
- Едін Джеко
- Міралем П'янич
- Армин Ходжич
- Костас Фортуніс
- Ніколо Барелла
- Жоржіньйо
- Чіро Іммобіле
- Лоренцо Інсіньє

2 голи
- Геворг Казарян
- Едін Вишча
- Федеріко Бернардескі
- Марко Верратті
- Ніколо Дзаніоло
- Мойзе Кен
- Фабіо Квальярелла
- Алессіо Романьйолі
- Фредрік Єнсен

1 гол
- Оганес Амбарцумян
- Едгар Бабаян
- Раде Крунич
- Дені Милошевич
- Ізет Хайрович
- Ельдар Чивич
- Константінос Галанопулос
- Анастасіос Доніс
- Зека
- Дімітріс Коловос
- Дімітріс Лімніос
- Петрос Манталос
- Йоргос Масурас
- Вангеліс Павлідіс
- Франческо Ачербі
- Леонардо Бонуччі
- Стефан Ель-Шаараві
- Федеріко К'єза
- Ріккардо Орсоліні
- Леонардо Паволетті
- Лоренцо Пеллегріні
- Стефано Сенсі
- Денніс Саланович
- Янік Фрік
- Беньямін Кельман
- Йоел Пог'янпало
- Пюрю Сойрі
- Яссе Туомінен

1 автогол
- Арам Айрапетян (проти Італії)
- Аднан Ковачевич (проти Греції)
- Стєпан Лончар (проти Вірменії)
- Андреас Малін (проти Боснії і Герцеговини)

## Нотатки
1. ↑  CET (UTC+1) для матчів в березні і листопаді 2019, а CEST (UTC+2) для решти матчів.